# Macromia splendens
Cordulie splendide
Espèce
Statut de conservation UICN

 VU  : Vulnérable
Macromia splendens, la Cordulie splendide, est une espèce de libellules de la famille des Macromiidae (sous-ordre des Anisoptères, ordre des Odonates). C'est l'unique représentante du genre Macromia en Europe.
Cette espèce rare et discrète est très sensible aux pollutions aquatiques d’origine agricoles ou industrielles mais également aux rejets d’eaux usées, aux vidanges de barrages, au déboisement des ripisylves ainsi qu’à l’artificialisation des cours d’eau et de leurs berges.

## Description
La Cordulie splendide est une grande libellule dont la taille peut varier entre 70 et 75 mm. Ses grands yeux vert métalliques et son corps noir orné de taches jaunes rendent la confusion possible avec des libellules du genre Cordulegaster. Cependant ces dernières n’ont pas de reflets verts sur le thorax et leurs yeux ne se touchent pas autant que chez Macromia splendens. La taille des pattes, la nervation et les taches jaunes sur sa face sont également propres à cette espèce.

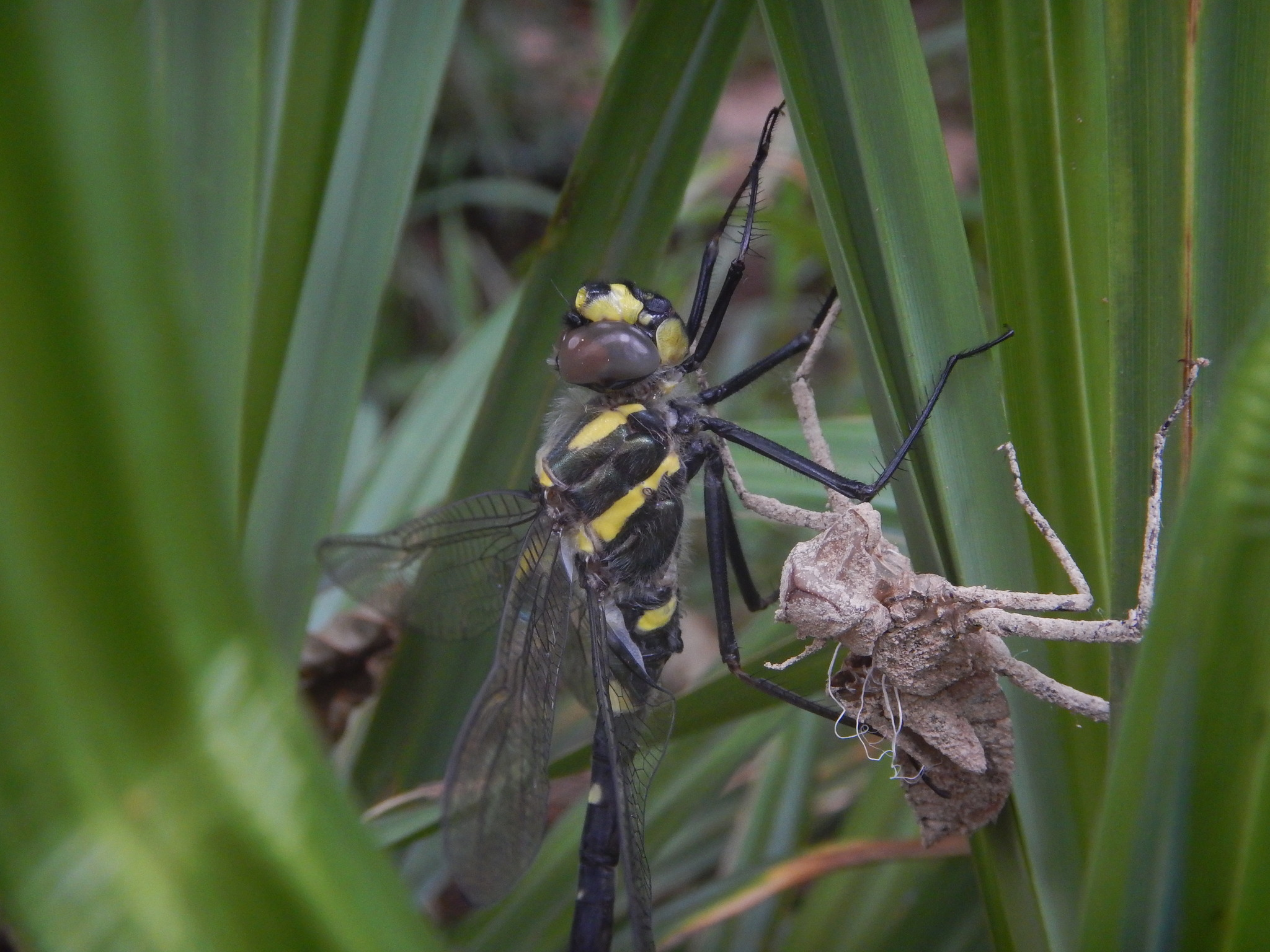
Cordulie splendide mâle

Les cercoïdes du mâle portent une dent externe et sont plus courts que la lame supra-anale triangulaire. La lame vulvaire de la femelle est quant à elle plate et large avec les bords arrondis.

Les larves ainsi que les exuvies sont très caractéristiques en raison de leur grande taille. Elles possèdent une petite corne sur le front ainsi que de très longues pattes leur donnant une apparence d’araignée.

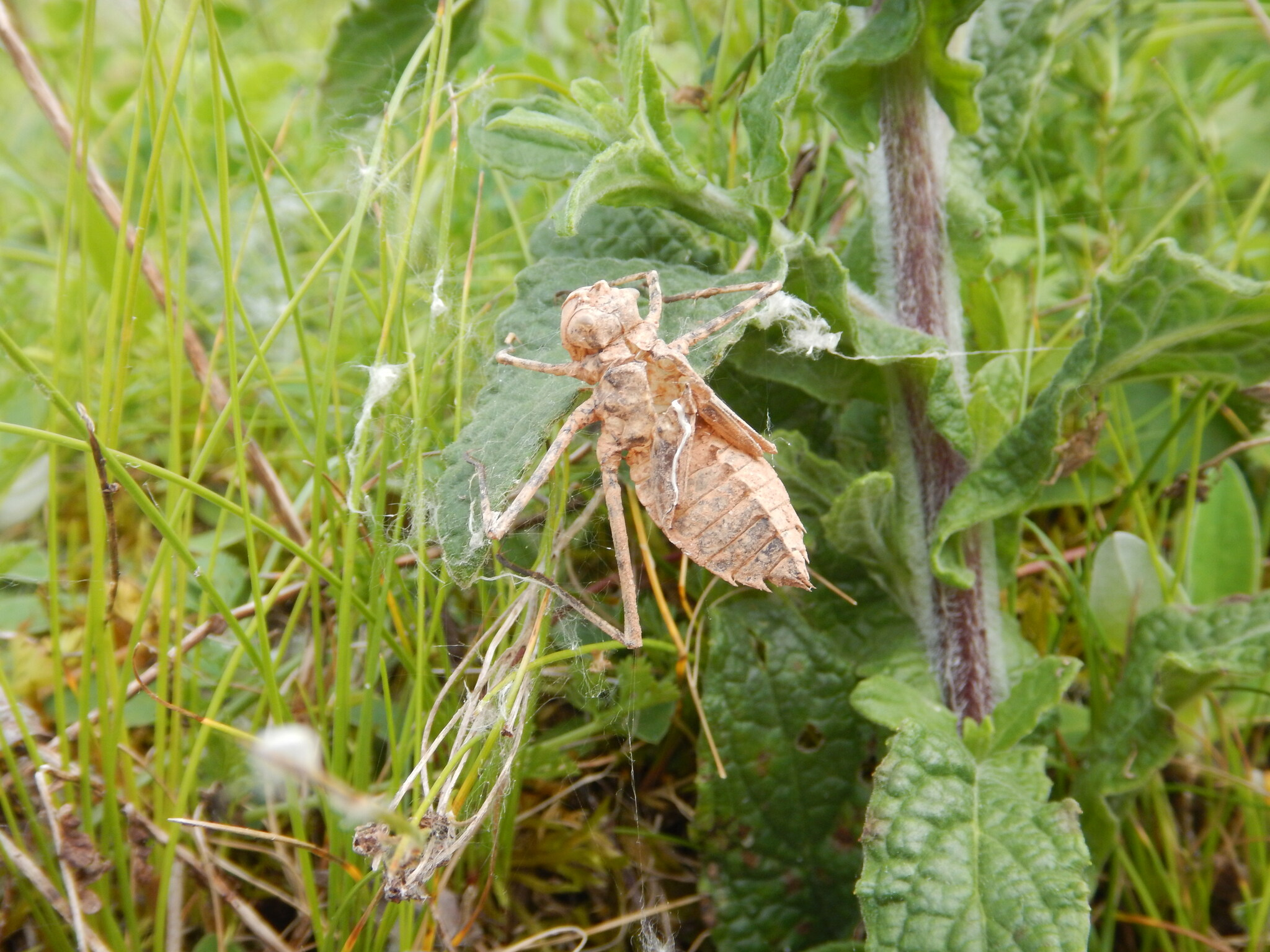
Exuvie de Cordulie splendide

## Répartition
Macromia splendens est une libellule rare et peu abondante, présente dans le Sud-Ouest de la France et dans l'Ouest de la péninsule Ibérique. En France, l’Occitanie abrite la majeure partie des populations de l’espèce avec notamment d’importants foyers dans les départements du Gard, de l’Hérault ou encore du Tarn et du Tarn-et-Garonne. Elle est cependant en régression en région Nouvelle-Aquitaine où elle est classée « En danger » par la liste rouge des odonates d'Aquitaine.

### Habitat
Cette espèce affectionne particulièrement les secteurs calmes et profonds des rivières chaudes aux berges boisées. Cependant les vasques de rivières plus modestes, les retenues de barrages hydroélectriques ou les plans d’eau peuvent être d’autres habitats favorables à Macromia splendens. Les larves chassent à l’affût camouflées dans des sédiments sablonneux ou organiques recouverts de débris végétaux tels que des feuilles mortes ou des brindilles.

## Écologie

### Période de vol et hivernation
Les adultes émergent à la fin mai et sont observables jusqu’à la mi-août, avec un pic d’observation en France entre la mi-juin et la mi-juillet. Passé cette période, l'espèce n’est présente que sous sa forme larvaire.

### Cycle de vie
Très territoriaux, les mâles font des allers-retours réguliers sur de grandes portions de cours d’eau à la recherche de partenaires. Une fois l’accouplement réalisé, les femelles en ponte volent au ras de l’eau dont elles frapperont la surface avec leur abdomen entre 3 et 10 fois à divers endroits. Après un développement larvaire de 2 ans, les larves émergent en début de matinée sur la végétation environnante parfois plusieurs mètres au-dessus de l’eau.

## Statut de conservation
La Cordulie splendide est classée « Vulnérable » sur la Liste Rouge Européenne ainsi que sur la Liste Rouge des Libellules et Demoiselles de France Métropolitaine.
Elle est également inscrite aux Annexes II et IV de la Directive « Habitats-Faune-Flore » et à l'Annexe II de la convention de Berne. L’espèce est strictement protégée en France. C’est également une espèce déterminante ZNIEFF notamment en région Auvergne-Rhône-Alpes.

## Systématique
Le nom valide complet (avec auteur) de ce taxon est Macromia splendens (Pictet, 1843).
L'espèce a été initialement classée dans le genre Cordulia sous le protonyme Cordulia splendens Pictet, 1843.
Ce taxon porte en français les noms vernaculaires ou normalisés suivants : Cordulie splendide,,.
Macromia splendens a pour synonyme :
- Cordulia splendens Pictet, 1843